# Raymond O. Wells, Jr.
Raymond O'Neil Wells, Jr. ou Ronny, (Dallas, 1940) é um matemático estadunidense, trabalhando em análise complexa em diversas variáveis assim como wavelets. 
Wells recebeu seu BA da Universidade Rice em 1962 e seu Ph.D. em 1965 da Universidade de Nova Iorque sob a supervisão de Lipman Bers (On the local holomorphic hull of a real submanifold in several complex variables, ).